# Skyldig?
|  | Denne artikel er oprettet af botten PalnaBot ud fra en ekstern database. Den kan derfor have sproglige fejl eller mangler. Denne skabelon kan fjernes efter kontrol af indholdet. |

Skyldig? er en kortfilm skrevet og instrueret af Morten Køhlert.

## Handling
Henrik er en vellidt leder og har et fint samarbejde med både direktør og sikkerhedsrepræsentant. En dødsulykke rejser spørgsmålet om ansvaret for sikkerheden. Som er Henriks. Men er han skyldig?